# Поду-Лакулуй
Поду-Лакулуй (рум. Podu Lacului) — село у повіті Вранча в Румунії. Входить до складу комуни Пояна-Крістей.
Село розташоване на відстані 151 км на північний схід від Бухареста, 16 км на захід від Фокшан, 84 км на захід від Галаца, 107 км на схід від Брашова.

## Населення
За даними перепису населення 2002 року у селі проживали 686 осіб, усі — румуни. Усі жителі села рідною мовою назвали румунську.